# Sericosoma actios
Sericosoma actios är en tvåvingeart som beskrevs av Hall 1976. Sericosoma actios ingår i släktet Sericosoma och familjen svävflugor. Inga underarter finns listade i Catalogue of Life.